# Föreningen för Nerikes folkspråk och fornminnen
Föreningen för Nerikes folkspråk och fornminnen var den första lokala föreningen i landet för upptecknande och vård av minnesmärken i landskapet. Initiativtagare var Nils Gabriel Djurklou från Sörby i Norrbyås, Närke. Föreningen bildades 1856.